# خوان ایگنکیو کراسکو
 خوان ایگنکیو کراسکو (انگلیسی: Juan Ignacio Carrasco؛ زاده ۹ ژوئیهٔ ۱۹۷۴) یک تنیس‌باز اهل اسپانیا است.